# Aristide Mouaha
Aristide Mouaha Tcheussi (Douala, 18 agosto 2000) è un cestista camerunese di formazione italiana.

## Carriera

### Club
Arrivò in Italia nel 2016 all'età di 16 anni grazie a Stefano Bizzozi e alla sua associazione Sports Around the World. Nel 2016-2017, oltre a far parte delle giovanili dell'HSC Roma Basket, giocò anche le prime partite in Serie C Gold con la maglia dell'Alfa Omega. L'anno seguente disputò nuovamente la Serie C Gold, ma con il Petriana Roma. Nel 2018-2019 disputò il suo primo campionato di Serie B con la Stella Azzurra Roma, mentre l'anno seguente si divise tra lo stesso club capitolino in Serie B e la parentesi al Roseto Sharks in Serie A2, grazie anche all'accordo di collaborazione tra la società laziale e quella abruzzese.
Continuò a giocare in Serie A2 tra il 2020 e il 2022, con il biennio trascorso al Latina Basket.
Sul finire della stagione 2021-2022 si trasferì, a fine aprile, alla UEB Cividale, formazione che si apprestava ad affrontare i play-off della Serie B 2021-2022 che videro successivamente i gialloblù centrare la promozione in A2. Mouaha restò in Friuli-Venezia Giulia anche per l'annata seguente nella quale sfiorò i 20 minuti di utilizzo medio, contribuendo al raggiungimento della salvezza e di un posto ai play-off.
Nel luglio 2023 lasciò Cividale per approdare in Serie A allo Scafati Basket allenato prima da Pino Sacripanti e poi, a seguito dell'esonero di quest'ultimo, da Matteo Boniciolli.
Dopo l'annata trascorsa in Serie A, tornò a giocare in Serie A2 nel 2024-2025 con il passaggio al Nardò Basket.

### Nazionale
Ha esordito con la nazionale camerunese il 20 febbraio 2021, nella partita di qualificazione per Campionati africani vinta per 98-67 contro la Guinea.